# Alain-Sébastien Le Breton

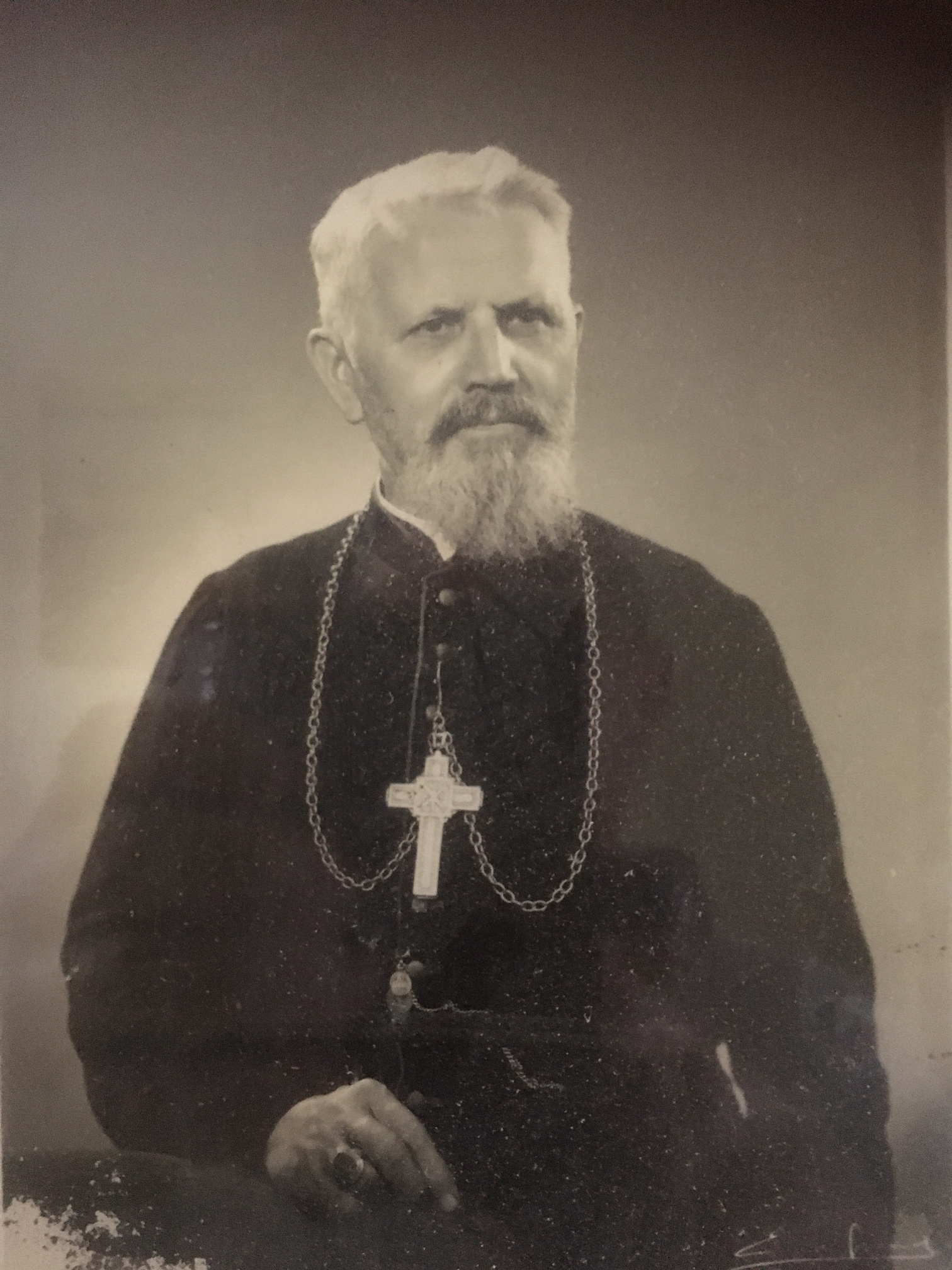
Alain-Sébastien Le Breton

Alain-Sebastien Le Breton SMM (* 4. November 1888 in Lesnalec bei Plobannalec, Frankreich; † 16. Dezember 1964) war römisch-katholischer Bischof von Tamatave.

## Leben
Alain-Sebastien Le Breton absolvierte seine Priesterausbildung im Priesterseminar von Quimper und trat in die Ordensgemeinschaft der Montfortaner ein. 1914 wurde er in das französische Heer eingezogen und kämpfte im Ersten Weltkrieg. Am 1. Januar 1918 wurde er zum Ordenspriester der Montfortaner geweiht.
Seine bischöfliche Laufbahn begann am 8. Oktober 1935 mit der Verwendung als Präfekt der Apostolischen Präfektur Vatomandry in Madagaskar. Am 25. Mai 1939 wurde er unter gleichzeitiger Ernennung zum Apostolischen Vikar von Tamatave in Madagaskar zum Titularbischof von Hypselis ernannt. Er wurde sodann am 7. Oktober 1939 durch den Bischof von Quimper Adolphe-Yves-Marie Duparc zum Bischof geweiht, Mitkonsekratoren waren Bischof Hippolyte Tréhiou von Vannes und Auguste-Joseph-Marie Cogneau, Titularbischof von Thabraca. Es folgte am 14. September 1955 die Ernennung zum ersten Bischof von Tamatave mit der Erhebung des Vikariats in ein Bistum. Dieses Amt versah er bis zum 15. März 1957 und wurde danach zum Titularbischof von Salona ernannt. Bis zu seinem Tod am 16. Dezember 1964 war er emeritierter Bischof von Tamatave.
Während seiner Amtszeit nahm er an zwei Sitzungsperioden des Zweiten Vatikanischen Konzils teil. Er weihte seinen Nachfolger Jules-Joseph Puset SMM zum Bischof und war Mitkonsekrator bei Erzbischof Edmond-Marie-Jean Wolff CSSp sowie bei den Bischöfen Edouard Rostaing MS und Claude Rolland MS.